# Маріуполь (село)
Маріу́поль — село в Україні, у Кетрисанівській сільській громаді Кропивницького району Кіровоградської області. Населення становить 83 особи.

## Географія
У селі Балка Вербова впадає у річку Гнилий Єланець.

## Історія
1859 року у власницькому містечку Маріуполь (Юрашева) Єлисаветградського повіту Херсонської губернії, мешкало 179 осіб (92 чоловічої статі та 87 — жіночої), налічувалось 31 дворове господарство.
Станом на 1886 рік у колишньому власницькому містечку Олександрівської волості мешкало 125 осіб, налічувалось 24 дворових господарства, існувала земська станція.
За даними 1894 року у селі мешкало 204 особи (100 чоловічої статі та 104 — жіночої), налічувалось 39 дворових господарств, існували лавка, винна лавка.

## Населення
Згідно з переписом УРСР 1989 року чисельність наявного населення села становила 180 осіб, з яких 79 чоловіків та 101 жінка.
За переписом населення України 2001 року в селі мешкало 116 осіб.

### Мова
Розподіл населення за рідною мовою за даними перепису 2001 року:
| Мова       | Відсоток |
| ---------- | -------- |
| українська | 97,41 %  |
| російська  | 1,72 %   |
| молдовська | 0,86 %   |